# Esiliiga 2019
L'Esiliiga 2019 è stata la 29ª edizione della seconda divisione del campionato di calcio estone. Il campionato si è disputato tra il 7 marzo e il 10 novembre 2019 ed è stato vinto dal TJK Legion per la prima volta nella sua storia.

## Stagione

### Novità
Dalla Meistriliiga 2018 è retrocesso il Vaprus Pärnu, mentre dall'Esiliiga B sono stati promossi il TJK Legion, il Tammeka Tartu Under-21 e lo Järve Kohtla-Järve (quest'ultimo dopo aver vinto lo spareggio). Queste squadre sostituiscono il Maardu promosso in Meistriliiga, il Keila e il Kalju Nõmme Under-21 retrocessi in Esiliiga B e il Santos Tartu iscrittosi in II Liiga.

### Formula
Le 10 squadre partecipanti si affrontano in un doppio girone di andata e ritorno, per un totale di 36 giornate. La squadra prima classificata viene promossa in Meistriliiga, mentre la seconda disputa uno spareggio contro la penultima della Meistriliiga. Sono escluse dalla possibilità di promozione le formazioni Under-21. Le ultime due classificate retrocedono direttamente in Esiliiga B, mentre l'ottava classificata disputa uno spareggio contro la terza dell'Esiliiga B.

### Avvenimenti
Il TJK Legion ha conquistato la matematica promozione in Meistriliiga con sei giornate di anticipo e nel turno successivo si è assicurato anche la vittoria del campionato.

## Squadre partecipanti
| Club                | Città        | Stadio                     | Posizione 2018                           |
| ------------------- | ------------ | -------------------------- | ---------------------------------------- |
| Elva                | Elva         | Elva Linnastaadion         | 4º posto in Esiliiga                     |
| Flora Tallinn U21   | Tallinn      | Sportland Arena            | 2º posto in Esiliiga                     |
| Järve Kohtla-Järve  | Kohtla-Järve | K-J Spordikeskuse Staadion | 3º posto in Esiliiga B, vince i play-off |
| Kalev Tallinn U21   | Tallinn      | Kalevi Keskstaadion        | 8º posto in Esiliiga                     |
| Levadia Tallinn U21 | Tallinn      | Maarjamäe Staadion         | 3º posto in Esiliiga                     |
| Tammeka Tartu U21   | Tartu        | Sepa Staadion              | 2º posto in Esiliiga B                   |
| Tarvas Rakvere      | Rakvere      | Rakvere Linnastaadion      | 5º posto in Esiliiga                     |
| TJK Legion          | Tallinn      | Wismari Staadion           | 1º posto in Esiliiga B                   |
| Vaprus Pärnu        | Pärnu        | Pärnu Rannastaadion        | 10º posto in Meistriliiga                |
| Welco Tartu         | Tartu        | Tamme Staadion             | 6º posto in Esiliiga                     |

## Classifica finale
|  | Pos. | Squadra               | Pt | G  | V  | N | P  | GF  | GS | DR  |
|  | ---- | --------------------- | -- | -- | -- | - | -- | --- | -- | --- |
|  | 1.   | TJK Legion            | 91 | 36 | 29 | 4 | 3  | 127 | 35 | +92 |
|  | 2.   | Flora Tallinn U21 *   | 73 | 36 | 22 | 7 | 7  | 85  | 37 | +48 |
|  | 3.   | Vaprus Pärnu          | 67 | 36 | 21 | 4 | 11 | 73  | 48 | +25 |
|  | 4.   | Tammeka Tartu U21 *   | 58 | 36 | 18 | 4 | 14 | 59  | 55 | +4  |
|  | 5.   | Elva                  | 56 | 36 | 18 | 2 | 16 | 67  | 63 | +4  |
|  | 6.   | Levadia Tallinn U21 * | 53 | 36 | 16 | 5 | 15 | 80  | 65 | +15 |
|  | 7.   | Järve Kohtla-Järve    | 40 | 36 | 12 | 4 | 20 | 51  | 82 | -31 |
|  | 8.   | Tarvas Rakvere        | 28 | 36 | 8  | 4 | 24 | 35  | 98 | -63 |
|  | 9.   | Kalev Tallinn U21 *   | 28 | 36 | 8  | 4 | 24 | 38  | 82 | -44 |
|  | 10.  | Welco Tartu           | 24 | 36 | 6  | 6 | 24 | 39  | 89 | -50 |

Legenda:

      Promossa in Meistriliiga 2020

 Ammessa agli spareggi promozione o retrocessione

      Retrocessa in Esiliiga B 2020
(*) squadra ineleggibile per la promozione.
Note:

Tre punti a vittoria, uno a pareggio, zero a sconfitta.
La classifica viene stilata secondo i seguenti criteri:
- Punti conquistati
- play-off (solo per decidere la squadra campione)
- Meno partite perse a tavolino
- Partite vinte
- Punti conquistati negli scontri diretti
- Differenza reti negli scontri diretti
- Differenza reti generale
- Reti totali realizzate
- Fair-play ranking

## Spareggi

### Play-off
|              | Risultati |              | Luogo e data                 |
| ------------ | --------- | ------------ | ---------------------------- |
| Vaprus Pärnu | 1 - 4     | Kuressaare   | Pärnu, 16 novembre 2019      |
| Kuressaare   | 1 - 2     | Vaprus Pärnu | Kuressaare, 23 novembre 2019 |
|              |           |              |                              |

### Play-out
|                | Risultati |                | Luogo e data              |
| -------------- | --------- | -------------- | ------------------------- |
| Pärnu JK       | 3 - 2     | Tarvas Rakvere | Pärnu, 17 novembre 2019   |
| Tarvas Rakvere | 0 - 4     | Pärnu JK       | Rakvere, 23 novembre 2019 |
|                |           |                |                           |